# نيبرو
نيبرو (بالسويدية: Nybro) هي مدينة تقع في جنوب السويد. تقع المدينة على ساحل بحر البلطيق. ويبلغ عدد سكانها 1180.83 نسمة.